# Super-Kamiokande
36°25′32.6″ пн. ш. 137°18′37.1″ сх. д. / 36.425722° пн. ш. 137.310306° сх. д.
Супер-Каміоканде (англ. Super-Kamiokande, повна назва: Супер-каміокський експеримент виявлення нейтрино, скорочено Super-K або СК) — нейтринна обсерваторія в під горою Ікено в підземеллі шахти Мозумі в Каміокській частині міста Хіда у префектурі Ґіфу в Японії. Обсерваторія була призначена для пошуку розпаду протона, дослідження сонячних нейтрино і атмосферних нейтрино, а також для спостереження за надновими в Чумацькому Шляху.

## Опис
Обсерваторія Супер-Каміоканде розташована на глибині 1000 метрів під землею в шахті Мозумі в Каміокській частині міста Хіда у префектурі Ґіфу в Японії. Вона складається з циліндричного резервуара з нержавіючої сталі 41,4 метрів заввишки і 39,3 метрів у діаметрі й містить 50 000 тонн надчистої води. Обсяг бака розділений надбудовою з нержавіючої сталі на область внутрішнього детектора 33,8 метрів у діаметрі і 36,2 м заввишки та на область зовнішнього детектора, який складається з решти обсягу бака. На надбудові встановлено фотоелектронні трубки 50 см у діаметрі, які облицьовують внутрішній детектор, і ФЕП-трубки діаметром 20 см, які облицьовують зовнішній детектор. Внутрішній та зовнішній детектори оптично відокремлені прикріпленим до надбудови синтетичним матеріалом тайвеком, нетканим поліетиленовим волокном високої щільності, і бар'єром із чорного листового матеріалу.
Взаємодія нейтрино з електронами або ядрами води може створити заряджену частинку, що рухається швидше, ніж швидкість світла у воді (не слід плутати з перевищенням швидкості світла у вакуумі). Це створює конус світла, відомий як черенковське випромінювання, оптичний еквівалент звукового удару. Черенковське випромінювання проектується у вигляді кільця на стінці детектора і реєструється ФЕП-трубками. Точка взаємодії, кільцевий напрямок і аромат нейтрино визначається завдяки інформації про час і заряд, записані кожною ФЕП-трубкою. Від різкості краю кільця можна зробити висновок про тип частинки. Багаторазове розсіювання електронів велике, тому електромагнітні дощі викликають нечіткі кільця. Високорелятивістські мюони, на відміну від цього, подорожують майже прямо через детектор і викликають кільця з гострими краями.

## Детектор
Супер-Каміоканде — це черенковський детектор, що використовується для вивчення нейтрино з різних джерел, включаючи Сонце, наднові, атмосферу і прискорювачі для розпаду протона. Експеримент почався в квітні 1996 року і був закритий на технічне обслуговування в липні 2001 року, в період, відомий як SK-I. Оскільки аварія сталася під час технічного обслуговування, експеримент відновлено в жовтні 2002 року лише з половиною від свого початкового числа ФЕП-трубок внутрішнього детектора. Для того, щоб запобігти подальшим нещасним випадкам, усі ФЕП-трубки внутрішнього детектора були покриті пластиковолокном з акриловими передніми вікнами. Ця фаза з жовтня 2002 року аж до наступного закриття для повної реконструкції в жовтні 2005 року називається SK-II. У липні 2006 року експеримент поновлено з повним числом ФЕП-трубок і припинено у вересні 2008 року для модернізації електроніки. Цей період був відомий як SK-III. Період після 2008 року відомий як SK-IV. Фази та їхні основні характеристики наведено в таблиці 1.
| Фаза                              | Фаза                              | SK-I                                            | SK-II                                          | SK-III                                         | SK-IV         |
| --------------------------------- | --------------------------------- | ----------------------------------------------- | ---------------------------------------------- | ---------------------------------------------- | ------------- |
| Період                            | Початок                           | Квітень 1996                                    | Жовтень 2002                                   | Липень 2006                                    | Вересень 2008 |
|                                   | Кінець                            | Липень 2001                                     | Жовтень 2005                                   | Вересень 2008                                  | (діючий)      |
| Кількість ФЕП-трубок              | Внутрішній детектор               | 11146 (40%)                                     | 5182 (19%)                                     | 11129 (40%)                                    | 11129 (40%)   |
|                                   | Зовнішній детектор                | 1885                                            | 1885                                           | 1885                                           | 1885          |
| Антиімплозивний контейнер         | Антиімплозивний контейнер         | Відсутній                                       | Присутній                                      | Присутній                                      | Присутній     |
| Сегментація зовнішнього детектора | Сегментація зовнішнього детектора | Відсутня                                        | Відсутня                                       | Наявна                                         | Наявна        |
| Інтерфейсна електроніка           | Інтерфейсна електроніка           | Аналоговий модуль синхронізації (Вн. детектор)  | Аналоговий модуль синхронізації (Вн. детектор) | Аналоговий модуль синхронізації (Вн. детектор) | QBEE          |
|                                   |                                   | Перетворювач заряду у час зовнішнього детектора |                                                |                                                |               |

### Оновлення SK-IV
На попередніх етапах ФЕП-трубки внутрішнього детектора обробляли сигнали виготовленими на замовлення
електронними модулями, що мають назву аналогових модулів синхронізації. В цих модулях містяться зарядно-аналогові перетворювачі (ЗАП) і часо-аналогові перетворювачі (ЧАП), які мали динамічний діапазон від 0 до 450 пікокулонів з роздільною здатністю 0,2 пКл для заряду і від -300 до 1000 наносекунд з роздільною здатністю 0,4 нс для часу. Наявність двох пар ЗАП/ЧАП для кожного вхідного сигналу ФЕП запобігала часу простою і дозволяла зчитування кількох послідовних ударів, які можуть виникнути, наприклад, від електронів, що є продуктами розпаду зупинки мюонів.
Система SK була модернізована у вересні 2008 року з метою підтримки стабільності в наступному десятилітті і поліпшення пропускної здатності систем збору даних, перетворювачів заряду в час на основі електроніки з технологією Ethernet (англ. QBEE). QBEE забезпечує обробку сигналу високої швидкості за рахунок комбінування конвеєрних компонентів. Ці компоненти нещодавно розроблені на замовлення перетворювач заряду в часу (ПЗЧ — англ. QTC) у вигляді спеціалізованої інтегральної схеми (СІС — англ. ASIC), багатоударного часо-цифрового перетворювача (ЧЦП — англ. TDC) і програмованого масиву вентилів, (ПМВ — англ. FPGA). Кожен вхід ПЗЧ має три діапазони посилення — «Малий», «Середній» і «Великий». Роздільні здатності для кожного з них наводяться в таблиці.
| Діапазон | Вимірювальний регіон | Роздільна здатність |
| -------- | -------------------- | ------------------- |
| Малий    | 0—51 пКл             | 0,1 пКл/кількість   |
| Середній | 0—357 пКл            | 0,7 пКл/кількість   |
| Великий  | 0—2500 пКл           | 4,9 пКл/кількість   |

Для кожного діапазону аналого-цифрове перетворення здійснюється окремо, але єдиний діапазон, який не може бути насичений, це діапазон з найвищою роздільною здатністю. Загальний динамічний діапазон заряду ПЗЧ становить 0,2 — 2500 пКл, в п'ять разів більше, ніж у попередній версії. Роздільна здатність заряду і часу QBEE на одному фотоелектронному рівні становить 0,1 фотоелектронів і 0,3 нс відповідно, обидві кращі, ніж роздільні здатності, притаманні ФЕП-трубкам. QBEE досягає хорошої лінійності заряду в широкому динамічному діапазоні. Вбудована лінійність заряду електроніки краща, ніж на 1%. Пороги частотних детекторів у ПЗЧ встановлені на -0,69 мВ (що еквівалентно 0,25 фотоелектронам, що становить те ж саме значення, яке було для SK-III). Цей поріг було обрано, щоб відтворити поведінку детектора під час попередніх етапів на основі аналогових модулів синхронізації.

### Водяний бак
Зовнішня оболонка водяного резервуара являє собою циліндричний бак з нержавіючої сталі 39 м в діаметрі і 42 м заввишки. Бак підтримує себе, з бетонним наповненням біля стін з груботесаного каменю, щоб витримати тиск води заповненого бака. Ємність резервуара перевищує 50 тонн води.

### ФЕП-трубки і пов’язана структура
Основною одиницею для внутрішніх ФЕП-трубок є «супермодуль» — рамка, яка підтримує 3×4 матрицю ФЕП. Супермодульні рами 2,1 м заввишки, 2,8 м завширшки і 0,55 м завтовшки. Ці рами з'єднані між собою у вертикальному і горизонтальному напрямках. Потім уся структура підтримки прикріплена до нижньої частини бака і до верхньої конструкції. На додаток до діючих в ролі жорстких конструктивних елементів, супермодулі спрощують початкову збірку внутрішнього детектора. Кожен супермодуль був зібраний на дні резервуара, а потім піднятий у заплановане положення. Таким чином, внутрішній детектор фактично облицьований супермодулями. Під час установки внутрішнього детектора ФЕП були попередньо зібрані по троє для легкої установки. Кожен супермодуль має дві ФЕП-трубки зовнішнього детектора, прикріплені на його задній стороні. Опорна конструкція для нижніх ФЕП-трубок прикріплена до нижньої частини резервуара з нержавіючої сталі, з одним вертикальним променем на раму супермодуля. Опорна конструкція для верхньої частини резервуара також використовується як несуча конструкція для верхніх ФЕП-трубок.
Кабелі від кожної групи трьох ФЕП-трубок зв'язані разом. Усі кабелі прокладені до зовнішньої поверхні опорної конструкції для ФЕП-трубок, тобто на поверхні зовнішнього детектора, проходять через кабельні порти в верхній частині бака, а потім направляються в будку з електронікою.
Товщина зовнішнього детектора змінюється незначно, але в середньому становить близько 2,6 м на верхній і нижній частині і 2,7 м на стінці циліндра, що дає 18 кілотонн загальної маси зовнішнього детектора. Зовнішні ФЕП-трубки були розподілені в такий спосіб: 302 на верхньому шарі, 308 на дні і 1275 на стінці циліндра.
Для захисту від низькоенергетичного фону від продуктів розпаду радону в повітрі, дах порожнини і тунелі доступу були запечатані з покриттям під назвою Mineguard®, виробленого канадською компанією Urylon. Mineguard® — це нанесена розпиленням поліуретанова мембрана, розроблена для використання як система підтримки каменів і бар'єр від газу радону в гірничодобувній промисловості.
Середнє магнітне поле Землі становить близько 450 мг, і нахилене приблизно на 45° по відношенню до горизонту на ділянці детектора. Це становить проблему для великих і дуже чутливих ФЕП-трубок, які надають перевагу набагато нижчому полю навколишнього середовища. Сила і рівномірний напрямок геомагнітного поля може систематично зміщувати фотоелектронні траєкторії і синхронізації в ФЕП-трубках. Для протидії цьому 26 комплектів горизонтальних і вертикальних котушок Гельмгольца розташовані навколо внутрішніх поверхонь резервуара. З їхньою допомогою в робочому стані середнє поле в детекторі зменшується до приблизно 50 мг. Магнітне поле в різних місцях ФЕП-трубок було виміряно до наповнення резервуара водою.
Стандартний фідуціарний об'єм приблизно 22,5 кілотонн визначений як область всередині поверхні на відстані 2,00 м від стіни внутрішнього детектора, щоб звести до мінімуму аномальну реакцію, викликану природною радіоактивністю в навколишній породі каменів.

## Система спостереження

### Система спостереження в режимі реального часу
Комп'ютер для спостереження в режимі реального часу знаходиться в диспетчерській і зчитує дані з комп'ютера системи збору даних через канал розподіленого волоконного інтерфейсу даних. Вона забезпечує оператори зсуву за допомогою гнучкого інструменту для вибору можливостей показу події, робить гістограми недавньої історії в режимі онлайн для стеження за продуктивністю детектора, а також виконує ряд додаткових завдань, необхідних для ефективного спостереження за станом та діагностикою детектора і проблем системи збору даних. Події в потоці даних можуть бути видалені і елементарні інструменти аналізу можуть бути застосовані для перевірки якості даних під час калібрування або після того, як відбулися зміни в апаратному або програмному забезпеченні.

### Спостереження за спалахами наднових у режимі реального часу
Для виявлення та ідентифікації таких спалахів, так ефективно і швидко, наскільки це можливо, Супер-Каміоканде оснащений системою спостереження за спалахами наднових у режимі реального часу. Загалом очікується близько 10000 подій вибуху наднових у центрі нашої Галактики в Супер-Каміоканде. Супер-Каміоканде може виміряти вибух без мертвого часу перезарядки, до 30000 подій протягом першої секунди вибуху. Теоретичні розрахунки вибухів наднових припускають, що нейтрино випромінюються на загальній шкалі часу десятків секунд, причому близько половина з випущених нейтрино випускаються протягом перших однієї або двох секунд. Супер-К буде шукати кластери подій у певних часових вікнах 0,5, 2 і 10 сек. Дані передаються в процесі аналізу до аналізатора наднових в режимі реального часу кожні 2 хв і аналіз завершується, як правило, протягом 1 хв. Коли кандидати подій наднових знаходяться, обчислюється {\displaystyle {R_{\text{mean}}}}, якщо кратність події більша, ніж 16, де {\displaystyle {R_{\text{mean}}}} визначається як середня просторова відстань між подіями, тобто
{\displaystyle {R_{\text{mean}}}={\frac {\sum _{i=1}^{{N_{\text{multi}}}-1}\sum _{j=i+1}^{N_{\text{multi}}}|{r_{\text{i}}}-{r_{\text{j}}}|}{{N_{\text{multi}}}{C_{\text{2}}}}}}
Нейтрино від наднових взаємодіють з вільними протонами, виробляючи позитрони, які розподілені так рівномірно в детекторі, що значення {\displaystyle {R_{\text{mean}}}} для події НН (наднових) повинне бути значно більше, ніж для звичайних просторових кластерів подій. У детекторі Супер-Каміоканде, {\displaystyle {R_{\text{mean}}}} для рівномірно розподілених подій методом Монте-Карло показує, що жодного хвоста не існує нижче {\displaystyle {R_{\text{mean}}}}⩽1000 см. Для класу вибуху «тривоги», події повинні мати {\displaystyle {R_{\text{mean}}}}⩾900 см для 25⩽{\displaystyle {N_{\text{multi}}}}⩽40 або {\displaystyle {R_{\text{mean}}}}⩾750 см для {\displaystyle {N_{\text{multi}}}}>40. Ці порогові значення були визначені шляхом екстраполяції даних 1987А. Система запустить спеціальні процеси для перевірки сколювання мюонів, коли кандидати вибуху відповідають критерію «тривоги» та робить первинне рішення для подальшого процесу. Якщо кандидат вибуху проходить ці перевірки, дані будуть знову опрацьовані за допомогою автономного процесу, і остаточне рішення буде прийнято протягом декількох годин. Під час першого запуску Супер-Каміоканде така подія жодного разу не трапилася.
Однією із важливих здатностей Супер-Каміоканде є реконструкція напрямку наднової. За допомогою нейтрино-електронного розсіювання, {\displaystyle \nu _{\text{x}}+e^{-}\to \nu _{\text{x}}+e^{-}}, в цілому 100—150 подій очікуються в разі вибуху наднової в центрі нашої Галактики. Напрямок до наднової можна виміряти з кутовою роздільною здатністю
{\displaystyle \delta \theta \sim {30^{\circ } \over {\sqrt {N}}}}
де N — це кількість подій, вироблених ν-е-розсіювання. Кутова роздільна здатність, таким чином, може бути мати щонайбільшу точність δθ ~ 3° для наднової у центрі нашої Галактики. У цьому випадку можуть бути забезпечені не тільки часовий профіль і енергетичний спектр нейтринного сплеску, але й інформація про напрямок вибуху наднової.

### Монітор повільного контролю і автономний процес спостереження
Існує процес, що називається монітор «повільного контролю», в рамках системи спостереження в режимі реального часу, що спостерігає за станом систем високої напруги, за температурою обрешітки електроніки і за статусом компенсуючих котушок, які використовуються для погашення геомагнітного поля. Якщо будь-яке відхилення від норм виявляється, цей процес буде попереджати фізиків з підказкою дослідити, вжити відповідних заходів, або повідомити експертів.
Для того, щоб відстежувати і контролювати автономні процеси, які аналізують і передавання даних, набір програмного забезпечення був розроблений витончено. Цей монітор дозволяє неспеціалістам зі зміни фізичних даних виявляти і ремонтувати загальні проблеми, щоб звести до мінімуму час простою, а також програмний пакет був значним вкладом у безперебійну роботу експерименту і його загальної ефективності високої тривалості життя для приймання даних.

## Дослідження

### Сонячних нейтрино
Див. також Осциляції нейтрино.
Енергія Сонця походить з ядерного синтезу в ядрі, де атом гелію і електронне нейтрино формуються з чотирьох протонів. Ці нейтрино, що випускаються цією реакцію, називаються сонячними нейтрино. Фотони, створені ядерним синтезом у центрі Сонця, потребують мільйони років, щоб досягти поверхні; з іншого боку, сонячні нейтрино прибувають на Землю через вісім хвилин через їхню неспроможність взаємодіяти з речовиною. Отже, сонячні нейтрино дозволяють нам спостерігати внутрішнє Сонце в «реальному часі», що потребує мільйони років для видимого світла.
У 1999 році Супер-Каміоканде виявила переконливі докази існування нейтронних осциляцій, що успішно пояснюють проблеми сонячних нейтрино. Сонце і близько 80 % видимих зірок виробляють свою енергію за рахунок перетворення водню в гелій через таку реакцію
{\displaystyle 2e^{-}+4p\to {}^{2}\!He+2\nu _{e}+26.73} МеВ
Отже, зірки є джерелом нейтрино, включаючи наше Сонце. Ці нейтрино в основному приходять через рр-ланцюга в нижчих масах, а для холодних зірок, в першу чергу за рахунок CNO-ланцюгів важких мас. На початку 1990-х років, зокрема, з невизначеностями, які супроводжували перші результати експериментів Каміока II і Ga, жоден окремий експеримент не потребував неастрофізичного вирішення проблеми сонячних нейтрино. Але в сукупності Cl, Kamioka II і експерименти Ga показали зразок потоків нейтрино, які не були сумісні з будь-яким коригуванням стандартної сонячної моделі. Це, в свою чергу, допомогло мотивувати будівництво нового покоління активних ефективних детекторів. Ці експерименти є супер-Каміоканде, Садберська нейтринна лабораторія (СНО) і Борексіно. Супер-Каміоканде вдалося виявити пружне розсіяння (ES) подій
{\displaystyle \nu _{x}+e^{-}\to \nu _{x}+e^{-}}
який, у зв'язку із зарядженострумним вкладу в {\displaystyle \nu _{e}} розсіювання, має відносну чутливість до {\displaystyle \nu _{e}} і важкоароматних нейтрино приблизно 7: 1. Оскільки напрямок віддачі електрона може рухатися дуже сильно вперед, напрямок нейтрино утримуються в напрямку віддачі електронів. Тут, {\displaystyle \cos \theta _{Sun}} постачений де {\displaystyle \theta _{Sun}} кут між напрямком віддачі електронів та положення Сонця. Це показує, що {\displaystyle {}^{8}\!B} потік сонячних нейтрино може бути обчислений як {\displaystyle 2.40\pm 0.03(stat.){}_{-0.07}^{+0.08}\!(sys.)\times 10^{6}cm^{-2}s^{-1}}. У порівнянні з стандартною сонячною моделлю, співвідношення {\displaystyle {Data \over SSM_{BP98}}=0.465\pm 0.005(stat.){}_{-0.013}^{+0.015}\!(sys.)}. Результат чітко вказує на дефіцит сонячних нейтрино.

### Атмосферних нейтрино
Атмосферні нейтрино є вторинними космічними променями, що виникають при розпаді частинок у результаті взаємодії первинних космічних променів (в основному протонів) з атмосферою Землі. Ми класифікували дані спостережених атмосферних нейтрино на чотири типи. Які повністю утримуються (FC) події мають всі свої сліди у внутрішньому детекторі в той час як частково містяться (ПК) події уникають слідів у внутрішньому детекторі. Висхідні прохідні мюони (UTM) виробляються в гірській породі під детектором і проходять через внутрішній детектор. Висхідні зупинкові мюони (USM) також виробляються в гірській породі під детектором, але зупиняються у внутрішньому детекторі.
Число спостережуваної кількості нейтрино передбачається рівномірно, незалежно від зенітного кута. Проте, в обсерваторії Супер-Каміоканде у 1998 році виявлено, що число висхідних прохідних мюонних нейтрино (створених на іншій стороні Землі) становить половину від числа низхідних прохідних мюонних нейтрино. Це можна пояснити тим, що нейтрино змінюються або осцилюють в деякі інших види нейтрино, які не виявляються. Цей процес називається нейтринними осциляціями і це відкриття вказує на скінченну масу нейтрино і пропонує розширити стандартну модель. Нейтрино осцилюють у трьох ароматах і всі нейтрино мають свою масу спокою. Пізніший аналіз у 2004 році запропонував синусоїдальну залежність темпу подій в залежності від «довжини/енергії», що підтверджує нейтринні осциляції.

### Експеримент K2K
Експеримент K2K (спостереження за осциляціями відправленого пучка мюонних нейтрино від дослідницької організації високоенергетичних прискорювачів KEK до Каміоки) був нейтринний експеримент з червня 1999 по листопад 2004 року. Цей експеримент був розроблений, щоб перевірити осциляції, спостережувані на детекторі Супер-Каміоканде через мюонні нейтрино. Це було перше позитивне вимірювання нейтринних осциляцій в умовах, в яких джерело і детектор одночасно перебувають під контролем. Детектор Супер-Каміоканде грає важливу роль в експерименті як далекий детектор. Пізніше експеримент T2K продовжив цю ідею як друге покоління експерименту K2K.

### Експеримент T2K
T2K (Від Токаю до Каміоки) експеримент — це нейтринний експеримент, спільно проведений декількома країнами, в тому числі Японією, США та іншими. Метою T2K є отримати більш глибоке розуміння параметрів нейтринних осциляцій. Під час експерименту T2K здійснено пошук осциляцій з мюонних нейтрино в електронні нейтрино, і оголошено про їхні перші експериментальні ознаки в червні 2011 року. Детектор Супер-Каміоканде грає роль «далекого детектора». Детектор Super-K записуватиме Черенковське випромінювання мюонів і електронів, створених у результаті взаємодії між водою і нейтрино високих енергій.

### Розпад протона
Протон передбачається абсолютно стабільним у Стандартній моделі. Проте теорії великого об'єднання (ТВО) передбачають, що він може розпадатися на більш легкоенергетичні заряджені частинки, такі як електрони, мюони, піони та інші, які можна спостерігати. Каміоканде допомагає виключити деякі із цих теорій. Супер-Каміоканде в даний час є найбільшим детектором для спостереження розпаду протона.

## Очищення

### Система очищення води
50 тонн чистої води безперервно переробляється зі швидкістю близько 30 т/год в тісній системі з початку 2002 року. Тепер, сира шахтна вода переробляється через першу стадію (фільтри частинок і зворотний осмос) протягом деякого часу перед тим, як відбуваються інші процеси, в яких беруть участь коштовні витратні матеріали. Спочатку воду з бака Супер-Каміоканде пропускають через сіткові фільтри номінальним розміром 1 мкм для видалення пилу і частинок, які зменшують прозорість води для черенковських фотонів, а також можуть містити джерело радону всередині детектора Супер-Каміоканде. Теплообмінник використовується для охолодження води з метою зниження рівня темнових шумів ФЕП, а також пригнічення росту бактерій. Ті бактерії, що вижили, гинуть на наступній стадії під дією УФ стерилізатора. Патрон полірувальник (ПП) усуває важкі іони, які також знижують прозорість води і включають в себе радіоактивні елементи. Модуль ПП збільшує характерний питомий опір води від 11MΩ см до 18,24 MΩ см, наближаючись до хімічної межі. Спочатку іонно-обмінник (ІО) був включений в систему, але він був видалений, коли виявилося, що смола ІО була значним джерелом радону. Стадія радіоосциляцій, яка видаляє додаткові тверді частинки, а також введення радоновідновленого повітря до води, що збільшує ефективність видалення радону у наступній стадії вакуумного дегазатора (ВД) були встановлені в 1999 році. Після цього ВД видаляє розчинені гази у воді. Ці розчинені у воді гази становлять серйозний фон джерел подій для сонячних нейтрино в діапазоні енергій МеВ і розчинений кисень сприяє росту бактерій. Ефективність видалення становить близько 96 %. Потім ультрафільтр (UF) вводиться, щоб видалити частки, мінімальний розмір відповідає молекулярній масі близько 10000 (або близько 10 нм діаметром) завдяки порожнинноволоконним мембранним фільтрам. І, нарешті, мембранний дегазатор (МД) видаляє радон, розчинений у воді, і виміряна ефективність видалення радону становить близько 83 %. Концентрація газів радону мініфікується детекторами реального часу. У червні 2001 року найтиповіші концентрації радону в воді, що надходить у систему очищення з резервуара Супер-Каміоканде, були <2 мБк/м3, а у води на виході із системи 0,4±0,2 мБк/м3.

### Система очищення повітря
Очищене повітря надходить у проміжок між поверхнею води і верхом бака Супер-Каміоканде. Система очищення повітря складається з трьох компресорів, буферного резервуара, сушарки, фільтрів і фільтрів активованого вугілля. В цілому використовується 8 м3 активованого вугілля. Решту 50 л деревного вугілля охолоджують до −40 °C, щоб підвищити ефективність видалення радону. Типові швидкості потоку, точки роси і залишкова концентрація радону становлять відповідно 18 м3/год, −65 °C (@+1 кг/см2), і декілька мБк/м3. Типова концентрація радону в повітрі купола вимірюється на 40 Бк/м3. Рівні радону в повітрі тунелю шахти, поблизу купола порожнини резервуара, як правило, досягають 2000—3000 Бк/м3 в теплу пору року, з травня по жовтень, а з листопада по квітень рівень радону становить приблизно 100—300 Бк/м−3. Ця зміна пов'язана з ефектом димової труби у вентиляційній схемі системи тунелю шахти; в холодну пору року свіже повітря надходить до входу в тунель Атоцу, що становить відносно короткий шлях через оголені породи перед досягненням експериментальної області, в той час як влітку повітря виходить із тунелю, витягуючи повітря, збагачене радоном, з глибини шахти повз експериментальну область.
Для того щоб тримати рівні радону в районі купола і водній системі очищення нижче 100 Бк/м3, свіже повітря безперервно прокачується в обсязі приблизно 10 м3/ хв з-поза меж шахти, що утворює невеликий надлишковий тиск в експериментальній зоні Супер-Каміоканде, щоб звести до мінімуму потрапляння навколишнього шахтного повітря. «Радонова будка» була побудована біля входу в тунель Атоцу, щоб вміщувати обладнання для системи повітря в куполі: повітряний насос потужністю 40 к.с. із ємністю 10 м3/хв та тиском 15 psi, осушувач повітря, резервуари з вугільним фільтром і керуючу електроніку. Восени 1997 року розширений повітрозабірник був встановлений приблизно на 25 м вище від входу в тунель Атоцу. Такий низький рівень задовольняє цілі якості повітря, так що більше не буде потрібно проводити операції відновлення вуглецевого фільтра.

## Обробка даних
Автономна обробка даних проводиться як у Каміоці, так і в Сполучених Штатах.

### У Каміоці
Система автономної обробки даних розташована в Кенкюто і під’єднана до детектора Супер-Каміоканде з 4 км оптико-волоконною лінією розподіленого волоконного інтерфейсу даних. Потік даних із системи реального часу становить 450 кбайт/сек в середньому, що відповідає 40 Гб за день або 14 Тбайт на рік. Магнітні стрічки використовуються в автономній системі для зберігання даних, тут виконується велика частина аналізу. Система автономної обробки розроблена платформонезалежною, тому що різні комп'ютерні архітектури використовуються для аналізу даних. Через це структури даних ґрунтуються на системі ЗЕБРА банку, розробленій в CERN, а також ЗЕБРА системи обміну.
Дані про події із Супер-Каміоканде системи онлайн DAQ в основному містять список послідовності спрацьовування лічильників PMT, TDC і АЦП, часових міток GPS та інших даних домашнього господарства. Для аналізу сонячних нейтрино, зниження порога енергії є постійною метою, тому постійно затрачаються зусилля для підвищення ефективності алгоритмів скорочення; проте, зміни в калібруванні або методах скорочення вимагають повторної обробки попередніх даних. Як правило, 10 Тбайт необроблених даних обробляється кожен місяць, що потребує значної потужності процесора і високошвидкісного доступу введення/виведення до необроблених даних. Крім того, також необхідне обширне опрацювання моделювання методом Монте-Карло.
Автономна система була розроблена для задоволення попиту на це все: зберігання стрічки з великої бази даних (14 Тбайт на рік), стабільне опрацювання в напівреальному часі, майже неперервна повторна обробка та моделювання методом Монте-Карло. Комп'ютерна система складається з 3 основних підсистем: сервера даних, набору центральних процесорів і мережі в кінці першого запуску.

### У США
Система присвячена віддаленій автономній обробці даних була створена в університеті штату Нью-Йорк в Стоуні-Брук в Стоуні Брук, штаті Нью-Йорк, для обробки вихідних даних, відправлених з Каміоки. Велика частина переформатованих необроблених даних копіюється з системи в Каміоці. Система була створена у Стоун-Бруці для аналізу і подальшої обробки. Вихідні дані були оброблені у Стоун-Бруці за допомогою багатострічкового диску типу цифрової лінійної стрічки. Перший етап процесів скорочення обсягу даних був здійснений для високоенергетичного і низькоенергетичного аналізу. Скорочення обсягу даних для високоенергетичного аналізу було необхідне для явищ атмосферних нейтрино і пошуку розпаду протона, тоді як низькоенергетичний аналіз був потрібний в основному для подій сонячних нейтрино. Скорочені дані для високоенергетичного аналізу були додатково відфільтровані за допомогою інших процесів скорочення обсягу і отримані дані були розміщені на дисках. Скорочені дані для низьких енергій були збережені на цифроволінійних стрічках і відправлені в університет Каліфорнії в Ірвайні для подальшої обробки.
Ця скорочувальна система аналізу тривала протягом 3-х років, поки не було доведено, що її електричні кола аналізу дають еквівалентні результати. Таким чином, з метою обмеження робочої сили спільні роботи були зосереджені лише на комбінованому аналізі.

## Історія

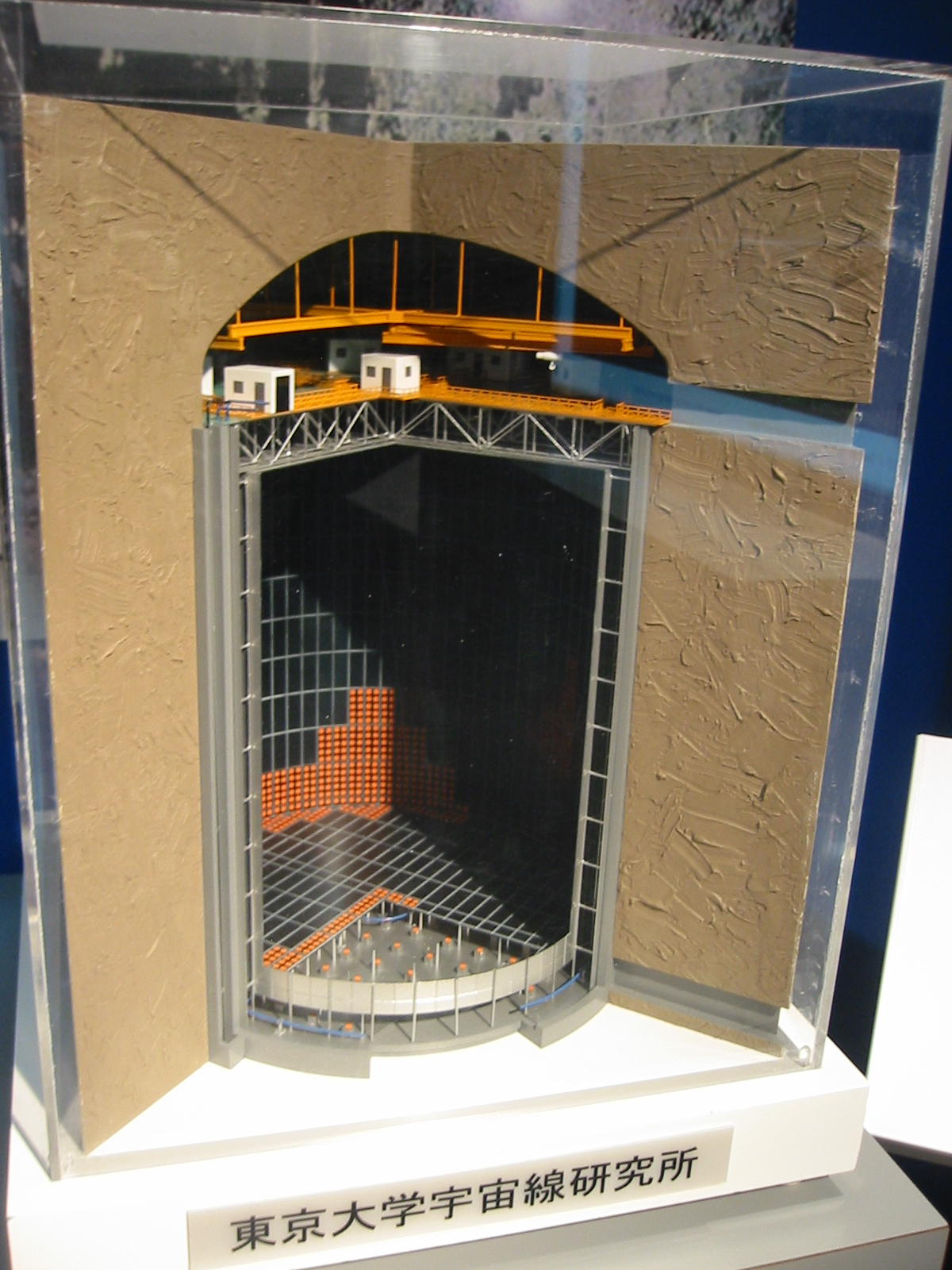
Модель Каміоканде

Будівництво попередника теперішньої обсерваторії Каміоки, в інституті досліджень космічних променів Токійського університету почалося в 1982 році і було завершене у квітні 1983 року. Метою обсерваторії було виявити чи існує розпад протона, одне з найбільш фундаментальних питань фізики елементарних частинок.
Детектор, який назвали Каміоканде на честь Каміокського експерименту ядерного розпаду (англ. Kamioka Nucleon Decay Experiment), був цистерною 16,0 м (52 фут) заввишки і 15,6 м (51,2 фут) завширшки, що містить 3048 метричних тонн чистої води і близько 1000 фотоелектронних помножувачів (ФЕПів), прикріплених до його внутрішньої поверхні. Детектор був вдосконалений, починаючи з 1985 року, щоб дозволити йому спостерігати сонячні нейтрино. В результаті детектор (Каміоканде-II) став досить чутливим, щоб виявити нейтрино від наднової SN 1987A, що спостерігалася у Великій Магеллановій Хмарі в лютому 1987 року, і спостерігати сонячні нейтрино в 1988 році. Здатність експерименту Каміоканде спостерігати напрямок електронів, що утворюються від взаємодії сонячних нейтрино, дозволив експериментаторам уперше безпосередньо продемонструвати, що сонце є джерелом нейтрино.
Проєкт Супер-Каміоканде був схвалений японським міністерством освіти, науки, спорту та культури в 1991 році на загальний обсяг фінансування близько 100 мільйонів доларів США. Частина пропозиції США, що полягала в першу чергу у побудові системи зовнішнього детектора, була схвалений Департаментом США з енергетики в 1993 році на суму 3 мільйонів доларів. Крім того, США також внесли близько 2000 20-см ФЕП-трубок, перероблених з Ервайн-Мічиган-Брукхейвенського експерименту.
Незважаючи на досягнуті успіхи в нейтринній астрономії і нейтринній астрофізиці, Каміоканде не досяг своєї головної мети — виявлення розпаду протона. Більш висока чутливість також необхідна для отримання високого статистичного довірчого інтервалу для своїх результатів. Це призвело до побудови Супер-Каміоканде, цистерни з вп'ятнадцятеро більшим об’ємом води і з десятикратною кількістю ФЕП-трубок, ніж було в Каміоканде. Супер-Каміоканде почав роботу в 1996 році.
Співробітництво Супер-Каміоканде оголосило про перший доказ нейтринних осциляцій в 1998 році. Це було перше експериментальне спостереження, яке підтверджувало теорію про те, що нейтрино має ненульову масу, про що теоретики міркували протягом багатьох років.
12 листопада 2001 року близько 6600 з ФЕП-трубок (вартістю близько 3000 доларів США кожна) в детекторі Супер-Каміоканде колапсували, мабуть, внаслідок ланцюгової реакції або каскадної поломки, оскільки ударна хвиля від струсу кожної колапсованої трубки пошкоджувала своїх сусідів. Детектор був частково відновлений через перерозподіл трубок фотопомножувачів, які не лопнули, а також шляхом додавання захисних акрилових раковин, для уникнення іншої подібної ланцюгової реакції від повторюваного експерименту (Супер-Каміоканде-II).
У липні 2005 року почалася підготовка до відновлення детектора до своєї первісної форми шляхом повторної установки близько 6000 ФЕПів. Робота була завершена в червні 2006 року, після чого детектор був перейменований в Супер-Каміоканде-III. Ця фаза експерименту збирала дані з жовтня 2006 року по серпень 2008 року. У той час були зроблені значні оновлення до електроніки. Після поновлення, нова фаза експерименту згадується як Супер-Каміоканде-IV. SK-IV продовжує працювати, збираючи дані про різні природні джерела нейтрино, а також виступає як далекий детектор для довготривалого основного експерименту нейтринних осциляцій з Токаю до Каміоки (T2K).[коли?]

## Результати
У 1998 році у Super-K знайшли перші переконливі докази нейтринних осциляцій через спостереження перетворень мюонних нейтрино у тау-нейтрино.
SK встановила ліміти на час життя протона та інші рідкісні розпади і властивості нейтрино. SK встановлює нижню межу розпаду протонів на каони як 5.9 × 1033 років.

## У популярній культурі
Супер-Каміоканде становить тему фотографії Каміоканде 2007 року німецького фотографа Андреаса Гурського. Детектор був темою в телевізійному серіалі «Космос: подорож у просторі та часі».